# 유우 (남창후)
유우(劉宇, ? ~ ?)는 전한 말기의 제후로, 하간혜왕의 아들이다.

## 생애
건평 2년(기원전 5년), 남창후(南昌侯)에 봉해졌다.
남창후 우 12년(8년), 전한이 멸망하여 작위가 박탈되었다.

## 출전
- 반고, 《한서》 권15하 왕자후표 下

| 선대 (첫 봉건) | 전한의 상향후 기원전 5년 5월 정유일 ~ 기원후 8년 | 후대 (전한 멸망) |